# Квинта (НАТО)
Квинта (енгл.  — „петорка”) незванична је скупина за доношење одлука која се састоји од Сједињених Америчких Држава и Велике четворке западне Европе (Италија, Њемачка, Уједињено Краљевство и Француска). Она дјелује као „директоријум” различитих субјеката као што је НАТО и Г7/Г20.
Сједињене Америчке Државе, Уједињено Краљевство и Француска су „нуклеарне државе”, док Италија и Њемачка учествују у програму дијељења нуклеарног наоружања.

## Историја
Идеју о трилатералној осовини о питањима спољне политике предложио је француски предсједник Шарл де Гол својим британским и америчким колегама (Фушеов план). Међутим, план никада није спроведен. Састанци с тим циљем одржани су око 1980. године, а на њима су учествовали министри спољних послова те три земље и Западне Њемачке, иако су они углавном били симболични и на њима нису доношене стварне одлуке. Квинта у данашњем облику је започета као Контакт група, изузев Русије. Данас, представници Квинте учествују у расправама о свим главним међународним темама на видео-конференцијама или се међусобно састају на разним форумима као што су НАТО, ОЕБС, Г20 и ОУН. Представници земаља Квинте се састају и на министарском и на експертском нивоу. Заједно са Русијом и Кином, земље Квинте учествују у глобалним дискусијама као у случају Сирије, а имају и заједничке изјаве и састанке као у случају Либана.